# Льюцци, Витантонио
Витанто́нио (То́нио) Лью́цци (итал. Vitantonio "Tonio" Liuzzi); родился 6 августа 1981, в Локоротондо, Италия) — итальянский автогонщик.

## Начало карьеры
Витантонио Льюцци начал принимать участие в картинговых гонках в возрасте 9 лет. В 1993 году он стал чемпионом Италии по картингу, а в 2001 году выиграл чемпионат мира по картингу.
Начиная с 2001 года, стартовал в гонках Формулы-Рено, Формулы-3, Формулы-3000 и Мировой серии Nissan. В 2004 году, выиграв 7 гонок, стал первым в Международном чемпионате Формулы-3000 в составе команды Arden.

## Формула-1

### Red Bull Racing (2005)
Чемпионство в Формуле-3000 привлекло к нему внимание команд Формулы-1. В сентябре 2004 года Льюцци провёл тесты за рулём болида команды Sauber, но в итоге заключил контракт с командой Red Bull Racing. В сезоне 2005 года первым гонщиком команды был Дэвид Култхард, а место во второй машине должны были попеременно занимать Витантонио Льюцци и Кристиан Клин. Первые три гонки сезона провёл Клин. Следующие четыре, начиная с Гран-при Сан-Марино (где он финишировал восьмым и заработал одно очко), за руль второй машины садился Льюцци. Все остальные гонки в 2005 году провёл Клин.

### Scuderia Toro Rosso (2006—2007)
В 2006 году Витантонио стал гонщиком команды Scuderia Toro Rosso, также принадлежащей компании Red Bull GmbH. На Гран-при США он занял 8-е место, заработав первое очко в истории команды.
Сезон 2007 года Льюцци также провёл в Скудерии Торо Россо. Единственной результативной гонкой в том году стал Гран-при Китая, где он занял шестое место. Это был предпоследний этап чемпионата, и на тот момент уже было объявлено, что команда не будет продлевать контракт с Витантонио.

### Force India (2008—2010)
В январе 2008 года Льюцци стал тест-пилотом команды Force India. Параллельно участвовал в гонках чемпионатов Speedcar Series и A1 Grand Prix.
В сентябре 2009 года гонщик команды Force India Джанкарло Физикелла был приглашён в Ferrari вместо Луки Бадоера (который в свою очередь заменял травмированного Фелипе Массу). Таким образом Льюцци получил возможность провести последние 5 гонок сезона.
В 2010 году Витантонио в составе Force India повторил свой лучший результат в карьере, финишировав шестым в Гран-при Кореи.
Несмотря на наличие контракта с командой на 2011 год, Витантонио потерял место в команде по окончании сезона 2010. В команде его заменил Пол ди Реста.

### HRT (2011—2012)
Витантонио, оставшегося без контракта на сезон 2011, видели как возможную замену травмированного Роберта Кубицы в составе команды Lotus Renault GP. Несмотря на то, что, по некоторым данным, сам Роберт настаивал на кандидатуре Витантонио Льюцци, команда подписала контракт с Ником Хайдфельдом.
Тем не менее, Витантонио был взят в команду Hispania Racing Team на роль второго пилота. Его напарником был Нараин Картикеян.
Болид с индексом F111, построенный командой для участия в чемпионате, был неконкурентоспособным, поэтому у Витантонио не было шанса бороться за места в первой десятке. Его лучшим результатом стало 13-е место на Гран-при Канады, благодаря которому команда опередила Virgin Marussia в кубке конструкторов.
Сезон также запомнился аварией Витантонио на старте Гран-при Италии. Хорошо среагировав, Витантонио отыграл несколько позиций уже на стартовой прямой, однако машину вынесло на траву. Пилот потерял управление и, не имея возможности затормозить, врезался в первом повороте в Виталия Петрова и Нико Росберга, лишив их возможности продолжать борьбу.
Несмотря на более существенные результаты, чем у партнёров по команде, Витантонио Льюцци потерял место в HRT по окончании сезона. Вероятно, это было связано с полной реструктуризацией команды, произошедшей после окончания сезона. Витантонио остался без контракта на сезон 2012, однако, он присутствовал на презентации нового болида команды — HRT F112.

## Серия SuperStars
Прервав карьеру в Формуле-1, Льюцци перешёл в итальянский чемпионат SuperStars Series, в котором помимо него выступают несколько других бывших пилотов Формулы-1. Одержав две победы, он занимает первое место в общем зачёте.

## Результаты выступлений

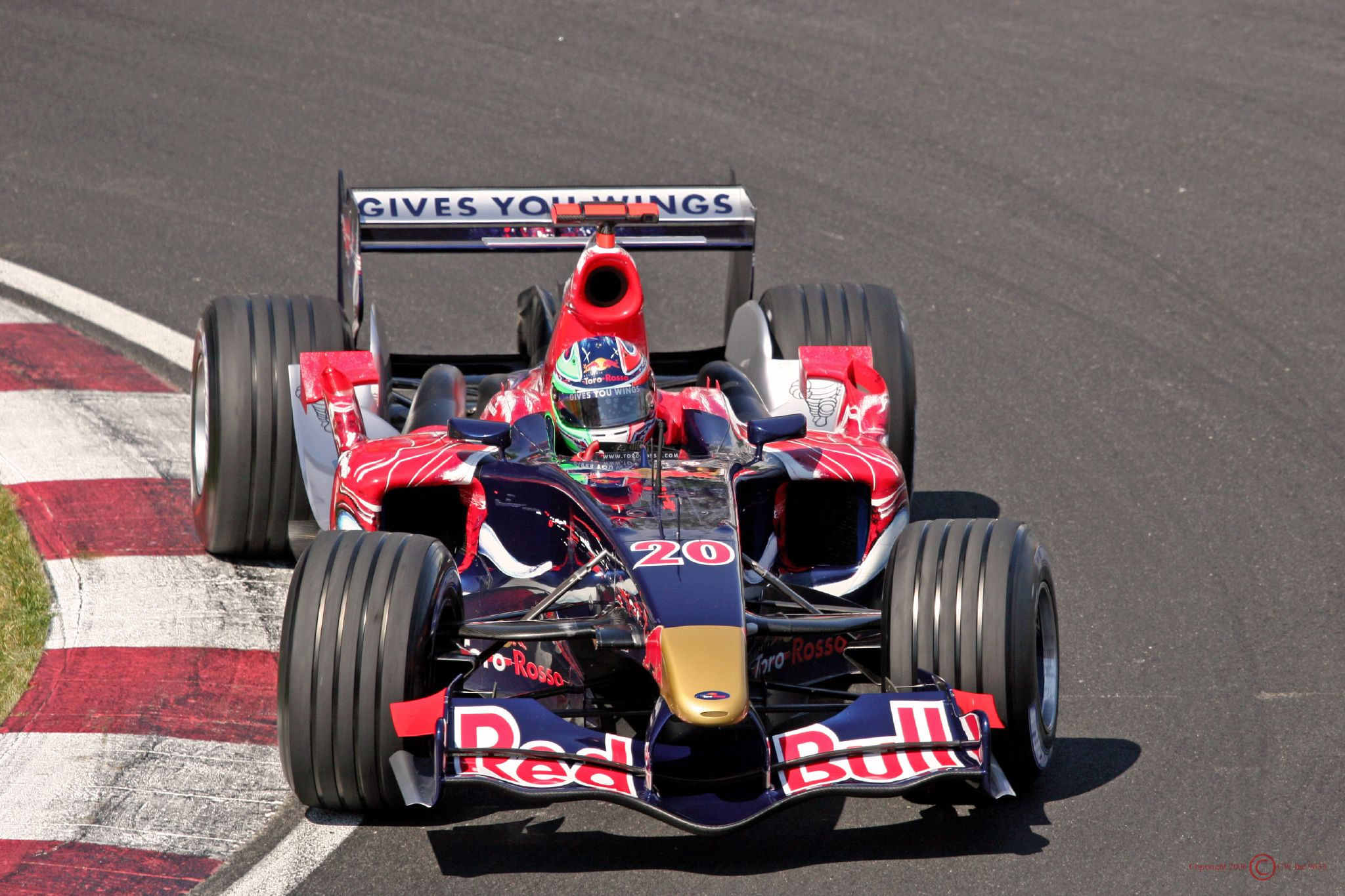
Льюцци за рулем болида Scuderia Toro Rosso STR1 на Гран-при Канады 2006 года

### Статистика
| Сезон     | Серия                           | Команда                     | Старты     | Победы     | Поулы      | БК         | Подиумы    | Очки       | Место      |
| --------- | ------------------------------- | --------------------------- | ---------- | ---------- | ---------- | ---------- | ---------- | ---------- | ---------- |
| 2001      | Формула-Рено 2000 Еврокубок     | GM Motorsport               | 1          | 0          | 0          | 0          | 0          | 0          | НКЛ        |
| 2001      | Формула-Рено 2000 Германия      | GM Motorsport               | 8          | 1          | 1          | 3          | 4          | 139        | 2          |
| 2002      | German Formula Three            | Opel Team BSR               | 18         | 0          | 2          | 0          | 3          | 25         | 9          |
| 2002      | Французская Формула-3           | Opel Team BSR               | 2          | 0          | 0          | 0          | 0          | -          | НКЛ†       |
| 2002      | Итальянская Формула-3           | Opel Team BSR               | 1          | 1          | 1          | ?          | 1          | 9          | 8          |
| 2002      | Формула-3 Мастерс               | Opel Team BSR               | 1          | 0          | 0          | 0          | 0          | -          | 8          |
| 2002      | Европейский кубок Формулы-3     | Opel Team BSR               | 1          | 0          | 0          | 0          | 0          | -          | НКЛ        |
| 2002      | Гран-при Макао                  | Team Kolles Racing          | 1          | 0          | 0          | 0          | 0          | -          | НКЛ        |
| 2003      | Международная Формула-3000      | Red Bull Junior Team F3000  | 10         | 0          | 1          | 0          | 2          | 39         | 4          |
| 2003      | Мировая серия Ниссан            | RC Motorsport               | 2          | 0          | 0          | 0          | 0          | 2          | 25         |
| 2004      | Международная Формула-3000      | Arden International         | 10         | 7          | 9          | 3          | 9          | 86         | 1          |
| 2005      | Формула-1                       | Red Bull Racing             | 4          | 0          | 0          | 0          | 0          | 1          | 24         |
| 2006      | Формула-1                       | Scuderia Toro Rosso         | 18         | 0          | 0          | 0          | 0          | 1          | 19         |
| 2007      | Формула-1                       | Scuderia Toro Rosso         | 17         | 0          | 0          | 0          | 0          | 3          | 18         |
| 2008-09   | Speedcar Series                 | UP Team                     | 9          | 3          | 1          | 4          | 5          | 45         | 3          |
| 2008-09   | А1 Гран-при                     | Италия                      | 4          | 0          | 1          | 0          | 0          | 7          | 16         |
| 2009      | Формула-1                       | Force India F1 Team         | 5          | 0          | 0          | 0          | 0          | 0          | 22         |
| 2010      | Формула-1                       | Force India F1 Team         | 19         | 0          | 0          | 0          | 0          | 21         | 15         |
| 2011      | Формула-1                       | HRT                         | 18         | 0          | 0          | 0          | 0          | 0          | 23         |
| 2012      | Серия SuperStars                | CAAL Racing                 | 16         | 2          | 1          | 0          | 9          | 181        | 2          |
| 2012      | Campionato Italiano Superstars  | CAAL Racing                 | 10         | 1          | 0          | 0          | 3          | 92         | 3          |
| 2012      | Формула-1                       | HRT                         | тест-пилот | тест-пилот | тест-пилот | тест-пилот | тест-пилот | тест-пилот | тест-пилот |
| 2012      | FIA WEC                         | Lotus                       | 4          | 0          | 0          | 0          | 0          | 3          | 59         |
| 2012      | V8 Supercars                    | Tony D’Alberto Racing       | 1          | 0          | 0          | 0          | 0          | 0          | НК†        |
| 2013      | Серия SuperStars                | Mercedes-AMG Romeo Ferraris | 16         | 3          | 2          | 3          | 7          | 189        | 3          |
| 2013      | Campionato Italiano Superstars  | Mercedes-AMG Romeo Ferraris | 10         | 2          | 1          | 2          | 6          | 158        | 2          |
| 2013      | FIA WEC (LMP2 Endurance Trophy) | Lotus                       | 6          | 0          | 0          | 0          | 0          | 8          | 25         |
| 2013      | FIA WEC (LMP2)                  | Lotus                       | 6          | 0          | 0          | 0          | 0          | 0,75       | 39         |
| 2014      | Super GT                        | Autobacs Racing Team Aguri  | 8          | 0          | 0          | 0          | 0          | 14         | 16         |
| 2014      | Super Formula                   | HP Real Racing              | 9          | 0          | 0          | 0          | 0          | 1,5        | 16         |
| 2014-2015 | Формула-E                       | Trulli GP                   | 5          | 0          | 0          | 0          | 0          | 2          | 23         |
| 2015      | FIA WEC                         | Team ByKolles               | 2          | 0          | 0          | 0          | 0          | 0          | НК†        |
| 2015      | Stock Car Brasil                | Schin Racing Team           | 1          | 0          | 0          | 0          | 0          | 0          | НК†        |
| 2015      | GT Asia Series                  | FFF Racing Team by ACM      | 8          | 1          | 0          | 0          | 1          | 38         | 24         |
| 2015/2016 | Формула-E                       | Trulli GP                   | 0          | 0          | 0          | 0          | 0          | 0          | НК         |

† — Поскольку Льюцци был гостевым пилотом, он не мог зарабатывать очки.

### Результаты выступлений в Формуле-3000
| Легенда к таблице |                                                                    |
| --- | ------------------------------------------------------------------ |
| В таблице перечислены результаты всех Гран-при Формулы-1, в которых принимал участие гонщик. Строками таблицы являются сезоны, столбцами — этапы чемпионата мира. В каждой клетке указаны сокращённое название этапа и результат, дополнительно обозначенный цветом. Расшифровка обозначений и цветов представлена в нижеследующей таблице. |                                                                    |
| \| Пример \| Описание \| \| ------------ \| ------------------------------------------------------------------ \| \| 1 \| Победитель \| \| 2 \| Второе место \| \| 3 \| Третье место \| \| 5 \| Финишировал, заработав очки \| \| Сход \| Не финишировал, но при этом заработал очки \| \| 12 \| Финишировал, не получив очков \| \| НКЛ \| Финишировал, но не попал в финальную классификацию \| \| 15 \| Участвовал вне зачёта, либо по отдельной классификации \| \| 18 \| Не финишировал, но попал в финальную классификацию \| \| Сход \| Не финишировал \| \| НКВ \| Не прошёл квалификацию \| \| НПКВ \| Не прошёл предквалификацию \| \| ДСК \| Дисквалифицирован \| \| ИСК \| Исключён из протокола соревнований \| \| ТТ \| Заявлен для участия только в тренировках \| \| НС \| Участвовал в квалификации, но не стартовал в гонке \| \| Т \| Травмирован или болен \| \| ОТК \| Отказ от участия \| \| НТР \| Прибыл на соревнования, но на трассу не выезжал \| \| НПР \| Был заявлен в числе участников, но не прибыл к началу соревнований \| \| О \| Соревнования отменены \| \| \| Не участвовал \| \| Поул-позиция \| \| \| Быстрый круг \| \| |                                                                    |
| Пример | Описание                                                           |
| 1 | Победитель                                                         |
| 2 | Второе место                                                       |
| 3 | Третье место                                                       |
| 5 | Финишировал, заработав очки                                        |
| Сход | Не финишировал, но при этом заработал очки                         |
| 12 | Финишировал, не получив очков                                      |
| НКЛ | Финишировал, но не попал в финальную классификацию                 |
| 15 | Участвовал вне зачёта, либо по отдельной классификации             |
| 18 | Не финишировал, но попал в финальную классификацию                 |
| Сход | Не финишировал                                                     |
| НКВ | Не прошёл квалификацию                                             |
| НПКВ | Не прошёл предквалификацию                                         |
| ДСК | Дисквалифицирован                                                  |
| ИСК | Исключён из протокола соревнований                                 |
| ТТ | Заявлен для участия только в тренировках                           |
| НС | Участвовал в квалификации, но не стартовал в гонке                 |
| Т | Травмирован или болен                                              |
| ОТК | Отказ от участия                                                   |
| НТР | Прибыл на соревнования, но на трассу не выезжал                    |
| НПР | Был заявлен в числе участников, но не прибыл к началу соревнований |
| О | Соревнования отменены                                              |
| | Не участвовал                                                      |
| Поул-позиция |                                                                    |
| Быстрый круг |                                                                    |

| Год  | Команда                    | 1     | 2        | 3     | 4        | 5     | 6     | 7     | 8     | 9     | 10    | Место | Очки |
| ---- | -------------------------- | ----- | -------- | ----- | -------- | ----- | ----- | ----- | ----- | ----- | ----- | ----- | ---- |
| 2003 | Red Bull Junior Team F3000 | ИМО 4 | КАТ Сход | А1Р 4 | МОН Сход | НЮР 2 | МАН 4 | СИЛ 3 | ХОК 4 | ХУН 9 | МНЦ 4 | 4     | 39   |
| 2004 | Arden International        | ИМО 1 | КАТ 1    | МОН 1 | НЮР 11   | МАН 1 | СИЛ 1 | ХОК 1 | ХУН 2 | СПА 2 | МНЦ 1 | 1     | 86   |

### Результаты выступлений в Формуле-1
| Легенда к таблице |                                                                    |
| --- | ------------------------------------------------------------------ |
| В таблице перечислены результаты всех Гран-при Формулы-1, в которых принимал участие гонщик. Строками таблицы являются сезоны, столбцами — этапы чемпионата мира. В каждой клетке указаны сокращённое название этапа и результат, дополнительно обозначенный цветом. Расшифровка обозначений и цветов представлена в нижеследующей таблице. |                                                                    |
| \| Пример \| Описание \| \| ------------ \| ------------------------------------------------------------------ \| \| 1 \| Победитель \| \| 2 \| Второе место \| \| 3 \| Третье место \| \| 5 \| Финишировал, заработав очки \| \| Сход \| Не финишировал, но при этом заработал очки \| \| 12 \| Финишировал, не получив очков \| \| НКЛ \| Финишировал, но не попал в финальную классификацию \| \| 15 \| Участвовал вне зачёта, либо по отдельной классификации \| \| 18 \| Не финишировал, но попал в финальную классификацию \| \| Сход \| Не финишировал \| \| НКВ \| Не прошёл квалификацию \| \| НПКВ \| Не прошёл предквалификацию \| \| ДСК \| Дисквалифицирован \| \| ИСК \| Исключён из протокола соревнований \| \| ТТ \| Заявлен для участия только в тренировках \| \| НС \| Участвовал в квалификации, но не стартовал в гонке \| \| Т \| Травмирован или болен \| \| ОТК \| Отказ от участия \| \| НТР \| Прибыл на соревнования, но на трассу не выезжал \| \| НПР \| Был заявлен в числе участников, но не прибыл к началу соревнований \| \| О \| Соревнования отменены \| \| \| Не участвовал \| \| Поул-позиция \| \| \| Быстрый круг \| \| |                                                                    |
| Пример | Описание                                                           |
| 1 | Победитель                                                         |
| 2 | Второе место                                                       |
| 3 | Третье место                                                       |
| 5 | Финишировал, заработав очки                                        |
| Сход | Не финишировал, но при этом заработал очки                         |
| 12 | Финишировал, не получив очков                                      |
| НКЛ | Финишировал, но не попал в финальную классификацию                 |
| 15 | Участвовал вне зачёта, либо по отдельной классификации             |
| 18 | Не финишировал, но попал в финальную классификацию                 |
| Сход | Не финишировал                                                     |
| НКВ | Не прошёл квалификацию                                             |
| НПКВ | Не прошёл предквалификацию                                         |
| ДСК | Дисквалифицирован                                                  |
| ИСК | Исключён из протокола соревнований                                 |
| ТТ | Заявлен для участия только в тренировках                           |
| НС | Участвовал в квалификации, но не стартовал в гонке                 |
| Т | Травмирован или болен                                              |
| ОТК | Отказ от участия                                                   |
| НТР | Прибыл на соревнования, но на трассу не выезжал                    |
| НПР | Был заявлен в числе участников, но не прибыл к началу соревнований |
| О | Соревнования отменены                                              |
| | Не участвовал                                                      |
| Поул-позиция |                                                                    |
| Быстрый круг |                                                                    |

| Сезон | Команда                      | Шасси             | Двигатель                         | Ш | 1        | 2        | 3        | 4        | 5        | 6        | 7      | 8        | 9      | 10       | 11       | 12       | 13       | 14       | 15       | 16       | 17       | 18       | 19       | Место | Очки |
| ----- | ---------------------------- | ----------------- | --------------------------------- | - | -------- | -------- | -------- | -------- | -------- | -------- | ------ | -------- | ------ | -------- | -------- | -------- | -------- | -------- | -------- | -------- | -------- | -------- | -------- | ----- | ---- |
| 2005  | Red Bull Racing              | Red Bull RB1      | Cosworth TJ2005 3,0 V10           | M | АВС тест | МАЛ тест | БАХ тест | САН 8    | ИСП Сход | МОН Сход | ЕВР 9  | КАН      | США    | ФРА тест | ВЕЛ тест | ГЕР тест | ВЕН тест | ТУР тест | ИТА тест | БЕЛ тест | БРА тест | ЯПО тест | КИТ тест | 24    | 1    |
| 2006  | Scuderia Toro Rosso          | Toro Rosso STR1   | Cosworth TJ2006 3,0 V10 14 Series | M | БАХ 11   | МАЛ 11   | АВС Сход | САН 14   | ЕВР Сход | ИСП 15   | МОН 10 | ВЕЛ 13   | КАН 13 | США 8    | ФРА 13   | ГЕР 10   | ВЕН Сход | ТУР Сход | ИТА 14   | КИТ 10   | ЯПО 14   | БРА 16   |          | 19    | 1    |
| 2007  | Scuderia Toro Rosso          | Toro Rosso STR2   | Ferrari 056 2,4 V8                | B | АВС 14   | МАЛ 17   | БАХ Сход | ИСП Сход | МОН Сход | КАН Сход | США 17 | ФРА Сход | ВЕЛ 16 | ЕВР Сход | ВЕН Сход | ТУР 15   | ИТА 17   | БЕЛ 12   | ЯПО 9    | КИТ 6    | БРА 13   |          |          | 18    | 3    |
| 2009  | Force India Formula One Team | Force India VJM02 | Mercedes FO 108V 2,4 V8           | B | АВС      | МАЛ      | КИТ      | БАХ      | ИСП      | МОН      | ТУР    | ВЕЛ      | ГЕР    | ВЕН      | ЕВР      | БЕЛ      | ИТА Сход | СИН 14   | ЯПО 14   | БРА 11   | АБУ 15   |          |          | 22    | 0    |
| 2010  | Force India Formula One Team | Force India VJM03 | Mercedes FO 108X 2,4 V8           | B | БАХ 9    | АВС 7    | МАЛ Сход | КИТ Сход | ИСП 15   | МОН 9    | ТУР 13 | КАН 9    | ЕВР 16 | ВЕЛ 11   | ГЕР 16   | ВЕН 13   | БЕЛ 10   | ИТА 12   | СИН Сход | ЯПО Сход | КОР 6    | БРА Сход | АБУ Сход | 15    | 21   |
| 2011  | Hispania Racing F1 Team      | Hispania F111     | Cosworth CA2011 2,4 V8            | P | АВС НКВ  | МАЛ Сход | КИТ 22   | ТУР 22   | ИСП Сход | МОН 16   | КАН 13 | ЕВР 23   | ВЕЛ 18 | ГЕР Сход | ВЕН 20   | БЕЛ 19   | ИТА Сход | СИН 20   | ЯПО 23   | КОР 21   | ИНД      | АБУ 20   | БРА Сход | 23    | 0    |

### Результаты выступлений в серии SpeedCar
| Год       | Команда | 1     | 2       | 3          | 4       | 5       | 6       | 7        | 8          | 9       | 10      | Место | Очки |
| --------- | ------- | ----- | ------- | ---------- | ------- | ------- | ------- | -------- | ---------- | ------- | ------- | ----- | ---- |
| 2008/2009 | UP Team | ДУБ 1 | ДУБ 2 О | САХ 1 Сход | САХ 2 8 | ЛУС 1 2 | ЛУС 2 1 | ДУБ 1 12 | ДУБ 2 Сход | САХ 1 3 | САХ 2 1 | 3     | 45   |